# کوتو د کازا (کالیفرنیا)
کوتو د کازا (به انگلیسی: Coto de Caza) یک منطقهٔ مسکونی در ایالات متحده آمریکا است که در شهرستان اورنج، کالیفرنیا واقع شده‌است. کوتو د کازا ۲۰٫۶۵۳ کیلومتر مربع مساحت و ۱۴٬۸۶۶ نفر جمعیت دارد و ۲۱۶ متر بالاتر از سطح دریا واقع شده‌است.